# Marios Antōniadīs
Marios Antōniadīs (in greco: Μάριος Αντωνιάδης; Famagosta, 14 maggio 1990) è un ex calciatore cipriota, di ruolo difensore.

## Statistiche

### Presenze e reti nei club
Statistiche aggiornate al 7 dicembre 2016.
| Stagione        | Squadra         | Campionato      | Campionato | Campionato | Coppe nazionali | Coppe nazionali | Coppe nazionali | Coppe continentali | Coppe continentali | Coppe continentali | Altre coppe | Altre coppe | Altre coppe | Totale | Totale |
| Stagione        | Squadra         | Comp            | Pres       | Reti       | Comp            | Pres            | Reti            | Comp               | Pres               | Reti               | Comp        | Pres        | Reti        | Pres   | Reti   |
| --------------- | --------------- | --------------- | ---------- | ---------- | --------------- | --------------- | --------------- | ------------------ | ------------------ | ------------------ | ----------- | ----------- | ----------- | ------ | ------ |
| 2007-2008       | APOEL           | AK              | 0+1        | 0          | CC              | 1               | 0               | UCL                | 0                  | 0                  | SC          | 0           | 0           | 2      | 0      |
| 2008-2009       | APOEL           | AK              | 0          | 0          | CC              | 0               | 0               | CU                 | 0                  | 0                  | SC          | 0           | 0           | 0      | 0      |
| 2009-2010       | APOEL           | AK              | 1          | 0          | CC              | 1               | 0               | UCL                | 0                  | 0                  | SC          | 0           | 0           | 2      | 0      |
| 2010-2011       | APOEL           | AK              | 0+1        | 0          | CC              | 0               | 0               | UEL                | 0                  | 0                  | -           | -           | -           | 1      | 0      |
| 2011-2012       | APOEL           | AK              | 0          | 0          | CC              | 0               | 0               | UCL                | 0                  | 0                  | SC          | 0           | 0           | 0      | 0      |
| 2012-2013       | APOEL           | AK              | 6          | 0          | CC              | 3               | 0               | UEL                | 0                  | 0                  | -           | -           | -           | 9      | 0      |
| 2013-2014       | APOEL           | AK              | 8+8        | 0+1        | CC              | 2               | 0               | UCL+UEL            | 0+1                | 0                  | SC          | 0           | 0           | 19     | 1      |
| 2014-2015       | APOEL           | AK              | 8+3        | 0          | CC              | 4               | 1               | UCL                | 9                  | 0                  | SC          | 1           | 0           | 25     | 1      |
| 2015-2016       | APOEL           | AK              | 12+6       | 0          | CC              | 4               | 0               | UCL+UEL            | 4+5                | 0                  | SC          | 1           | 0           | 32     | 0      |
| Totale APOEL    | Totale APOEL    | Totale APOEL    | 35+19      | 0+1        |                 | 15              | 0               |                    | 19                 | 0                  |             | 2           | 0           | 90     | 1      |
| 2016-2017       | Paniōnios       | SL              | 9          | 0          | CG              | 2               | 0               | -                  | -                  | -                  | -           | -           | -           | 11     | 0      |
| Totale carriera | Totale carriera | Totale carriera | 44+19      | 0+1        |                 | 17              | 0               |                    | 19                 | 0                  |             | 2           | 0           | 101    | 1      |

### Cronologia presenze e reti in nazionale
| Cronologia completa delle presenze e delle reti in nazionale ― Cipro | Cronologia completa delle presenze e delle reti in nazionale ― Cipro | Cronologia completa delle presenze e delle reti in nazionale ― Cipro | Cronologia completa delle presenze e delle reti in nazionale ― Cipro | Cronologia completa delle presenze e delle reti in nazionale ― Cipro | Cronologia completa delle presenze e delle reti in nazionale ― Cipro | Cronologia completa delle presenze e delle reti in nazionale ― Cipro | Cronologia completa delle presenze e delle reti in nazionale ― Cipro |
| Data                                                                 | Città                                                                | In casa                                                              | Risultato                                                            | Ospiti                                                               | Competizione                                                         | Reti                                                                 | Note                                                                 |
| -------------------------------------------------------------------- | -------------------------------------------------------------------- | -------------------------------------------------------------------- | -------------------------------------------------------------------- | -------------------------------------------------------------------- | -------------------------------------------------------------------- | -------------------------------------------------------------------- | -------------------------------------------------------------------- |
| 14-11-2012                                                           | Nicosia                                                              | Cipro                                                                | 0 – 3                                                                | Finlandia                                                            | Amichevole                                                           | -                                                                    | 87’                                                                  |
| 5-3-2014                                                             | Nicosia                                                              | Cipro                                                                | 0 – 0                                                                | Irlanda del Nord                                                     | Amichevole                                                           | -                                                                    |                                                                      |
| 9-9-2014                                                             | Zenica                                                               | Bosnia ed Erzegovina                                                 | 1 – 2                                                                | Cipro                                                                | Qual. Euro 2016                                                      | -                                                                    |                                                                      |
| 10-10-2014                                                           | Nicosia                                                              | Cipro                                                                | 1 – 2                                                                | Israele                                                              | Qual. Euro 2016                                                      | -                                                                    |                                                                      |
| 13-10-2014                                                           | Cardiff                                                              | Galles                                                               | 2 – 1                                                                | Cipro                                                                | Qual. Euro 2016                                                      | -                                                                    |                                                                      |
| 16-11-2014                                                           | Nicosia                                                              | Cipro                                                                | 5 – 0                                                                | Andorra                                                              | Qual. Euro 2016                                                      | -                                                                    |                                                                      |
| 28-3-2015                                                            | Bruxelles                                                            | Belgio                                                               | 5 – 0                                                                | Cipro                                                                | Qual. Euro 2016                                                      | -                                                                    |                                                                      |
| 12-6-2015                                                            | Andorra la Vella                                                     | Andorra                                                              | 1 – 3                                                                | Cipro                                                                | Qual. Euro 2016                                                      | -                                                                    |                                                                      |
| 3-9-2015                                                             | Nicosia                                                              | Cipro                                                                | 0 – 1                                                                | Galles                                                               | Qual. Euro 2016                                                      | -                                                                    |                                                                      |
| 6-9-2015                                                             | Nicosia                                                              | Cipro                                                                | 0 – 1                                                                | Belgio                                                               | Qual. Euro 2016                                                      | -                                                                    | 47’                                                                  |
| 10-10-2015                                                           | Gerusalemme                                                          | Israele                                                              | 1 – 2                                                                | Cipro                                                                | Qual. Euro 2016                                                      | -                                                                    | 51’                                                                  |
| 13-10-2015                                                           | Nicosia                                                              | Cipro                                                                | 2 – 3                                                                | Bosnia ed Erzegovina                                                 | Qual. Euro 2016                                                      | -                                                                    |                                                                      |
| 7-10-2017                                                            | Nicosia                                                              | Cipro                                                                | 1 – 2                                                                | Grecia                                                               | Qual. Mondiali 2018                                                  | -                                                                    | 63’                                                                  |
| 13-11-2017                                                           | Erevan                                                               | Armenia                                                              | 3 – 2                                                                | Cipro                                                                | Amichevole                                                           | -                                                                    | 46’                                                                  |
| 20-3-2018                                                            | Amman                                                                | Giordania                                                            | 3 – 0                                                                | Cipro                                                                | Amichevole                                                           | -                                                                    | 83’                                                                  |
| 1-9-2021                                                             | Ta' Qali                                                             | Malta                                                                | 3 – 0                                                                | Cipro                                                                | Qual. Mondiali 2022                                                  | -                                                                    | 64’                                                                  |
| 8-10-2021                                                            | Larnaca                                                              | Cipro                                                                | 0 – 3                                                                | Croazia                                                              | Qual. Mondiali 2022                                                  | -                                                                    | 61’                                                                  |
| 11-10-2021                                                           | Larnaca                                                              | Cipro                                                                | 2 – 2                                                                | Malta                                                                | Qual. Mondiali 2022                                                  | -                                                                    |                                                                      |
| 11-11-2021                                                           | San Pietroburgo                                                      | Russia                                                               | 6 – 0                                                                | Cipro                                                                | Qual. Mondiali 2022                                                  | -                                                                    | 83’                                                                  |
| 14-11-2021                                                           | Lubiana                                                              | Slovenia                                                             | 2 – 1                                                                | Cipro                                                                | Qual. Mondiali 2022                                                  | -                                                                    |                                                                      |
| 24-9-2022                                                            | Larnaca                                                              | Cipro                                                                | 1 – 0                                                                | Grecia                                                               | UEFA Nations League 2022-2023 - 1º turno                             | -                                                                    | 76’                                                                  |
| 16-11-2022                                                           | Larnaca                                                              | Cipro                                                                | 0 – 2                                                                | Bulgaria                                                             | Amichevole                                                           | -                                                                    | 46’                                                                  |
| 20-11-2022                                                           | Petah Tiqwa                                                          | Israele                                                              | 2 – 3                                                                | Cipro                                                                | Amichevole                                                           | -                                                                    |                                                                      |
| 28-3-2023                                                            | Erevan                                                               | Armenia                                                              | 2 – 2                                                                | Cipro                                                                | Amichevole                                                           | -                                                                    | 47’                                                                  |
| 17-6-2023                                                            | Larnaca                                                              | Cipro                                                                | 1 – 2                                                                | Georgia                                                              | Qual. Euro 2024                                                      | -                                                                    | 63’                                                                  |
| Totale                                                               |                                                                      | Presenze                                                             | 25                                                                   |                                                                      | Reti                                                                 | 0                                                                    |                                                                      |

## Palmarès

### Club

#### Competizioni nazionali
- Coppa di Cipro: 4

APOEL: 2007-2008, 2013-2014, 2014-2015
AEK Larnaca: 2017-2018
- Supercoppa di Cipro: 4

APOEL: 2008, 2009, 2011, 2013
- Campionato cipriota: 6

APOEL: 2008-2009, 2010-2011, 2012-2013, 2013-2014, 2014-2015, 2015-2016